# Ozyptila maratha
Ozyptila maratha là một loài nhện trong họ Thomisidae.
Loài này thuộc chi Ozyptila. Ozyptila maratha được Benoy Krishna Tikader miêu tả năm 1971.